# 手機凶靈
《手機凶靈》（英語：Phantom Call），2000年上映的香港电影，导演何澍培，主演黃秋生、李燦森、黃月明、陳鍵鋒、八兩金、車保羅。

## 剧情
该片讲述古惑仔李小龍先被大佬毒打完，再被兩個劫匪殺死，之後化為冤鬼報仇的故事。

## 角色
| 演員   | 角色   | 粵語配音 | 備註 |
| 黃秋生 | 李小龍 | 黃秋生   | 本片主角 古惑仔 先被大佬毒打完，再被兩個劫匪殺死，之后化為冤鬼報仇 劉培之好友 骨精強、肥龍之天敵 最後教訓完骨精強、肥龍後回到自己屍體並真正地死亡 |
| 李燦森 | 劉培   | 李燦森   | 電話修理技工 幫助李小龍找出肥龍與骨精強的下落 李小龍之好友 骨精強、肥龍之天敵 最後和阿May一起                                                     |
| 黃月明 | 阿美   |          | 被劉培追求 Roy之女友，后分手 最後和劉培一起 |
| 陳鍵鋒 | Roy    |          | 公司老板 Maggie之男友，后分手 劉培之情敵 |
| 八兩金 | 肥龍   | 黃子敬   | 劫匪 骨精強之同黨 李小龍、劉培之天敵 和骨精強殺死李小龍，之後被化為冤鬼的他報仇 最後被警方拘捕                                                    |
| 車保羅 | 骨精強 | 周志輝   | 劫匪 肥龍之同黨 李小龍、劉培之天敵 和肥龍殺死李小龍，之後被化為冤鬼的他報仇 最後被警方拘捕                                                        |
| 吳志雄 | 標哥   | 葉振聲   | 貴利王 對李小龍追債 |

## 外部連結
- 香港影庫上《手機凶靈》的資料（繁體中文）
- 豆瓣电影上《手機凶靈》的資料 （简体中文）